# Melanotaenia maylandi
Melanotaenia maylandi é uma espécie de peixe da família Melanotaeniidae.
É endémica da Nova Guiné Ocidental na Indonésia.